# Michael Tüxen
Michael Tüxen (* 1966) ist ein deutscher Mathematiker und Hochschullehrer.

## Leben
Tüxen studierte Mathematik, theoretische Physik und Informatik an der Georg-August-Universität Göttingen bis 1993. Anschließend arbeitete er bis 1995 als wissenschaftlicher Mitarbeiter an der Uni Göttingen am Sonderforschungsbereich 170 (Geometrie und Analysis), war 1996 Mitglied eines DFG-Forschungsprojektes und legte im selben Jahr bei Hans Grauert seine Dissertation über Reelle Räume vor (Titel: Übertragung von komplex analytischen Ergebnissen auf den reellen Fall).
1997 ging er zu Siemens nach München, wo er in der Abteilung Systementwicklung als Forschungsingenieur an der Entwicklung von Telekommunikationssystemen arbeitete. Er konzentrierte sich herbei auf Performanceanalysen und das Design von Protokollen. Außerdem war er beteiligt an der Entwicklung von Standards bei der ITU, am ETSI und bei der IETF.

## Forschung und Lehre
Seit 2003 hat er eine Professur an der FH Münster. Er lehrt und forscht am Fachbereich Elektrotechnik und Informatik in den Gebieten Netzwerkprogrammierung, IP-Netze und Protokolle, sowie Compilerbau. Tüxen ist dort auch Leiter des Labors für Netzwerkprogrammierung. Sein Spezialgebiet ist das Stream Control Transmission Protocol (SCTP), insbesondere Performance, Implementation, Erweiterungen und die Anwendung für Signaltransporte über IP-Netzwerke (SIGTRAN), sowie fehlertolerante Kommunikation. Tüxen war und ist intensiv an der SCTP-Entwicklung beteiligt.

## Veröffentlichungen
- Das Stream Control Transmission Protocol (SCTP) – ein neues Protokoll zum Transport von Signalisierungsmeldungen über IP-basierte Netze, Jungmaier, A.; Schopp, M.; Tüxen, M.; E&I, Elektrotechnik und Informationstechnik ÖVE-Verbandszeitschrift, Ausgabe 6/2000, pp. 381–388
- Secure End-to-End Transport Over SCTP, Hohendorf, C.; Rathgeb, E.P.; Unurkhaan, E.; Tüxen, M.; JCP – Journal of Computers, 2(4): 31 – 40, 2007.